# 다크 시티 (1998년 영화)
《다크 시티》(영어: Dark City)는 오스트레일리아와 미국에서 제작된 앨릭스 프로이어스 감독의 1998년 SF 누아르 영화이다. 루퍼스 슈얼 등이 출연하였고, 앤드루 메이슨 등이 제작에 참여하였다.

## 출연
- 루퍼스 슈얼 - 존 머독 역
- 윌리엄 허트 - 프랭크 범스테드 경위 역
- 키퍼 서덜랜드 - 대니얼 P. 슈리버 의사 역
- 제니퍼 코널리 - 에마 머독 / 애나 역
- 리처드 오브라이언 - 핸드 씨 역
- 이언 리처드슨 - 북 씨 역
- 브루스 스펜스 - 월 씨 역
- 콜린 프릴스 - 에디 월렌스키 형사 역
- 존 블루솔 - 칼 해리스 역
- 미첼 뷰텔 - 허슬벡 순경 역
- 멀리사 조지 - 메이 역
- 프랭크 갤러커 - 스트롬볼리 경감 역
- 데이비드 웨넘 - 슈리버의 조수 역

## 기타 제작진
- 라인 제작: 바버라 기브스
- 배역: 밸러리 매캐프리, 버네사 퍼레라, 쇼나 울리프슨
- 미술: 조지 리들, 파트리크 타토풀로스
- 의상: 리즈 키오

## 우리말 녹음
MBC 성우진
- 김영선 - 존 머독 (루퍼스 슈얼)
- 박영희 - 에마 / 애나 (제니퍼 코널리)
- 박일 - 슈리버 의사 (키퍼 서덜랜드)
- 한상혁 - 핸드 (리처드 오브라이언)
- 김태훈 - 범스테드 (윌리엄 허트)
- 황일청 - 북 (이언 리처드슨)
- 김현직
- 김명수
- 기경옥
- 박영화
- 김강산
- 안장혁
- 변종필
- 최석필
- 김용준
- 이상범
- 김서영
- 이상훈
- 이자옥
- 채의진
- 표영재
- 박신희
- 방성준

## 같이 보기
- 더 시그널